# Közoktatásügyi Minisztérium
A Közoktatásügyi Minisztérium  a minisztériumok egyik volt a Magyar Népköztársaság idején. 

## Története
1951-ben hozták létre,a  Vallás- és Közoktatásügyi Minisztérium jogutódaként.
A Közoktatásügyi Minisztérium 1953. július 4-ével szűnt meg:  összevonták az addigi Felsőoktatási Minisztériummal és létrejött az Oktatásügyi Minisztérium.

## Közoktatásügyi miniszter
- 1951 – 1953. Darvas József